# Roville-devant-Bayon
Pour les articles homonymes, voir Roville et Bayon.
Roville-devant-Bayon est une commune française située dans le département de Meurthe-et-Moselle en région Grand Est.

## Géographie
| Neuviller-sur-Moselle     | Lorey                |           |
| Laneuveville-devant-Bayon | Roville-devant-Bayon | Bayon     |
|                           | Mangonville          | Virecourt |

### Hydrographie
La commune est dans le bassin versant du Rhin au sein du bassin Rhin-Meuse. Elle est drainée par le canal de l'Est (branche Sud),.
Le canal de l'Est (branche Sud) est un canal, chenal navigable de 73 km qui relie la commune de Chaumousey à celle de Pont-Saint-Vincent où il se jette dans la Moselle. 

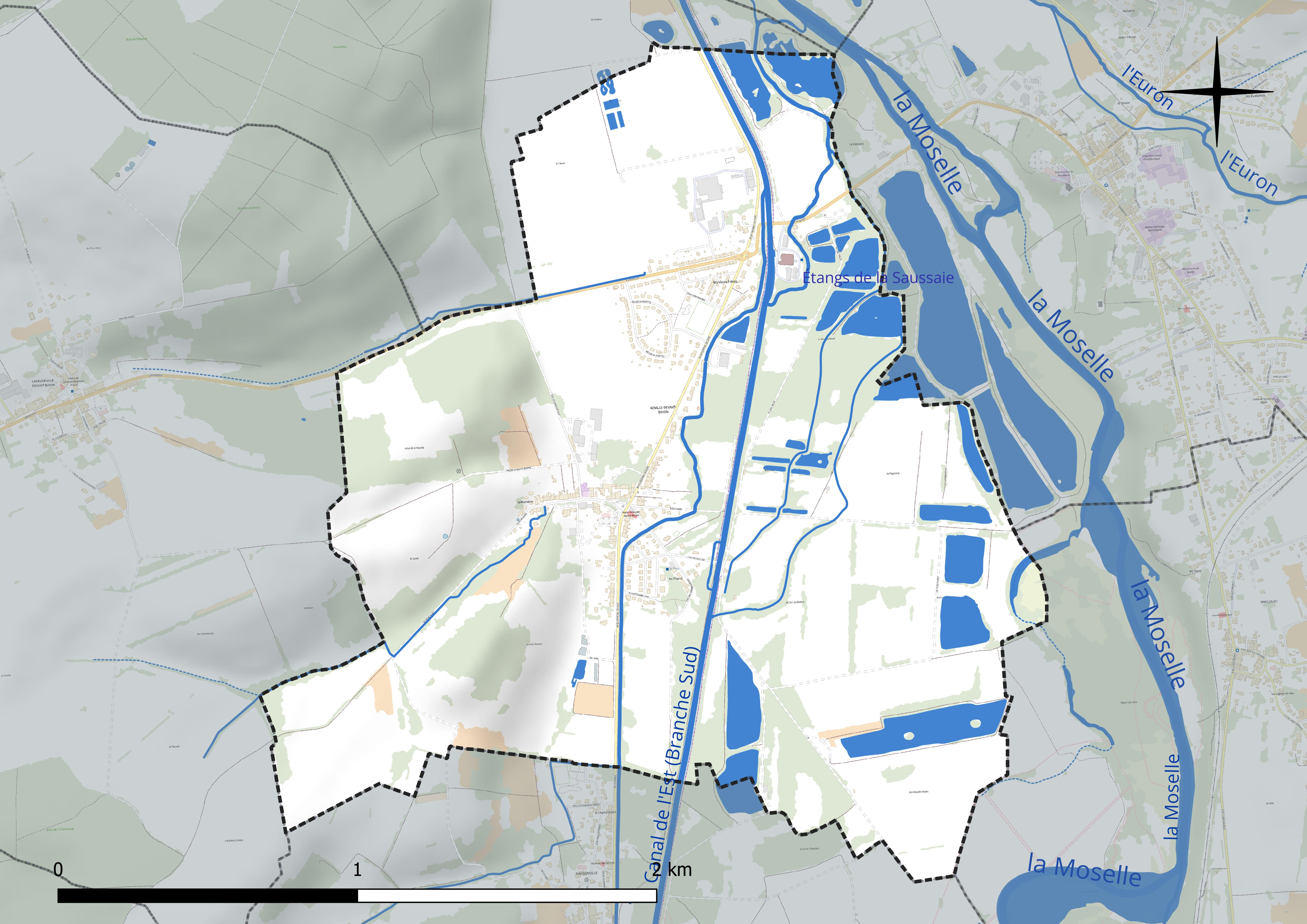
Réseau hydrographique de Roville-devant-Bayon.

### Climat
Pour des articles plus généraux, voir Climat du Grand Est et Climat de Meurthe-et-Moselle.
En 2010, le climat de la commune est de type climat des marges montargnardes, selon une étude du Centre national de la recherche scientifique s'appuyant sur une série de données couvrant la période 1971-2000. En 2020, Météo-France publie une typologie des climats de la France métropolitaine dans laquelle la commune est exposée à un climat semi-continental et est dans la région climatique  Lorraine, plateau de Langres, Morvan, caractérisée par un hiver rude (1,5 °C), des vents modérés et des brouillards fréquents en automne et hiver. 
Pour la période 1971-2000, la température annuelle moyenne est de 9,8 °C, avec une amplitude thermique annuelle de 16,8 °C. Le cumul annuel moyen de précipitations est de 876 mm, avec 12,6 jours de précipitations en janvier et 9,5 jours en juillet. Pour la période 1991-2020, la température moyenne annuelle observée sur la station météorologique de Météo-France la plus proche, « Mirecourt-inra », sur la commune de Mirecourt à 22 km à vol d'oiseau, est de 10,4 °C et le cumul annuel moyen de précipitations est de 824,3 mm. 
La température maximale relevée sur cette station est de 39,5 °C, atteinte le 25 juillet 2019 ; la température minimale est de −19,5 °C, atteinte le 20 décembre 2009,,. 
Les paramètres climatiques de la commune ont été estimés pour le milieu du siècle (2041-2070) selon différents scénarios d'émission de gaz à effet de serre à partir des nouvelles projections climatiques de référence DRIAS-2020. Ils sont consultables sur un site dédié publié par Météo-France en novembre 2022.

## Urbanisme

### Typologie
Au 1er janvier 2024, Roville-devant-Bayon est catégorisée commune rurale à habitat dispersé, selon la nouvelle grille communale de densité à sept niveaux définie par l'Insee en 2022.
Elle est située hors unité urbaine. Par ailleurs la commune fait partie de l'aire d'attraction de Nancy, dont elle est une commune de la couronne,. Cette aire, qui regroupe 353 communes, est catégorisée dans les aires de 200 000 à moins de 700 000 habitants,.

### Occupation des sols
L'occupation des sols de la commune, telle qu'elle ressort de la base de données européenne d’occupation biophysique des sols Corine Land Cover (CLC), est marquée par l'importance des territoires agricoles (58,3 % en 2018), en diminution par rapport à 1990 (69,6 %). La répartition détaillée en 2018 est la suivante : prairies (40,8 %), forêts (18,9 %), terres arables (17,5 %), zones urbanisées (15,3 %), eaux continentales (7,4 %). L'évolution de l’occupation des sols de la commune et de ses infrastructures peut être observée sur les différentes représentations cartographiques du territoire : la carte de Cassini (XVIIIe siècle), la carte d'état-major (1820-1866) et les cartes ou photos aériennes de l'IGN pour la période actuelle (1950 à aujourd'hui).

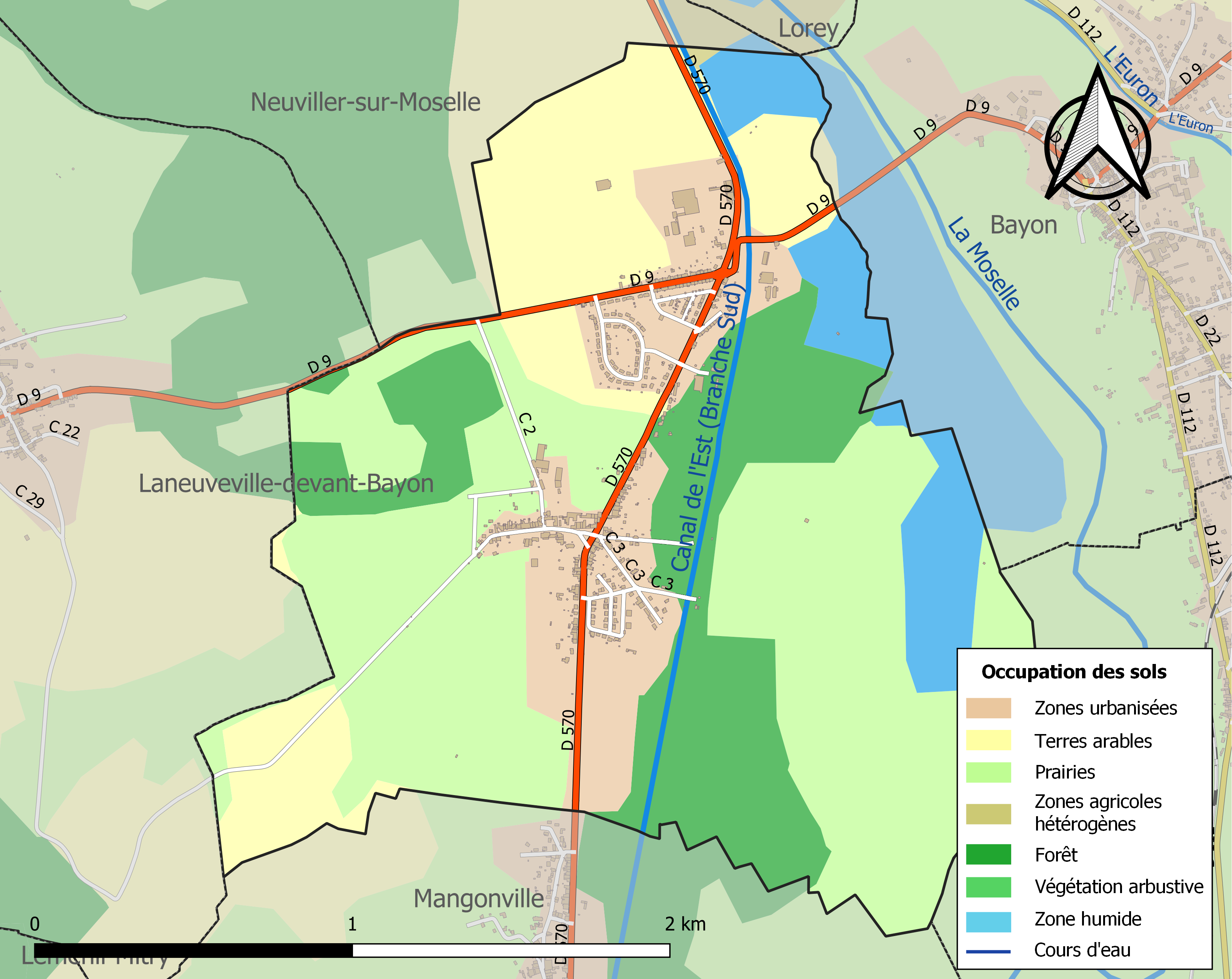
Carte des infrastructures et de l'occupation des sols de la commune en 2018 (CLC).

## Toponymie
Le nom de la localité est attesté sous les formes Ecclesia de Rouville (1233) ; Rovilla (1402) ; Roville-suis-Muzelle (1424) ; Roville-devant-Bayon (1597) ; Roville-lès-Bayon (1779).

Roville est au Sud-Ouest de Bayon.

## Histoire

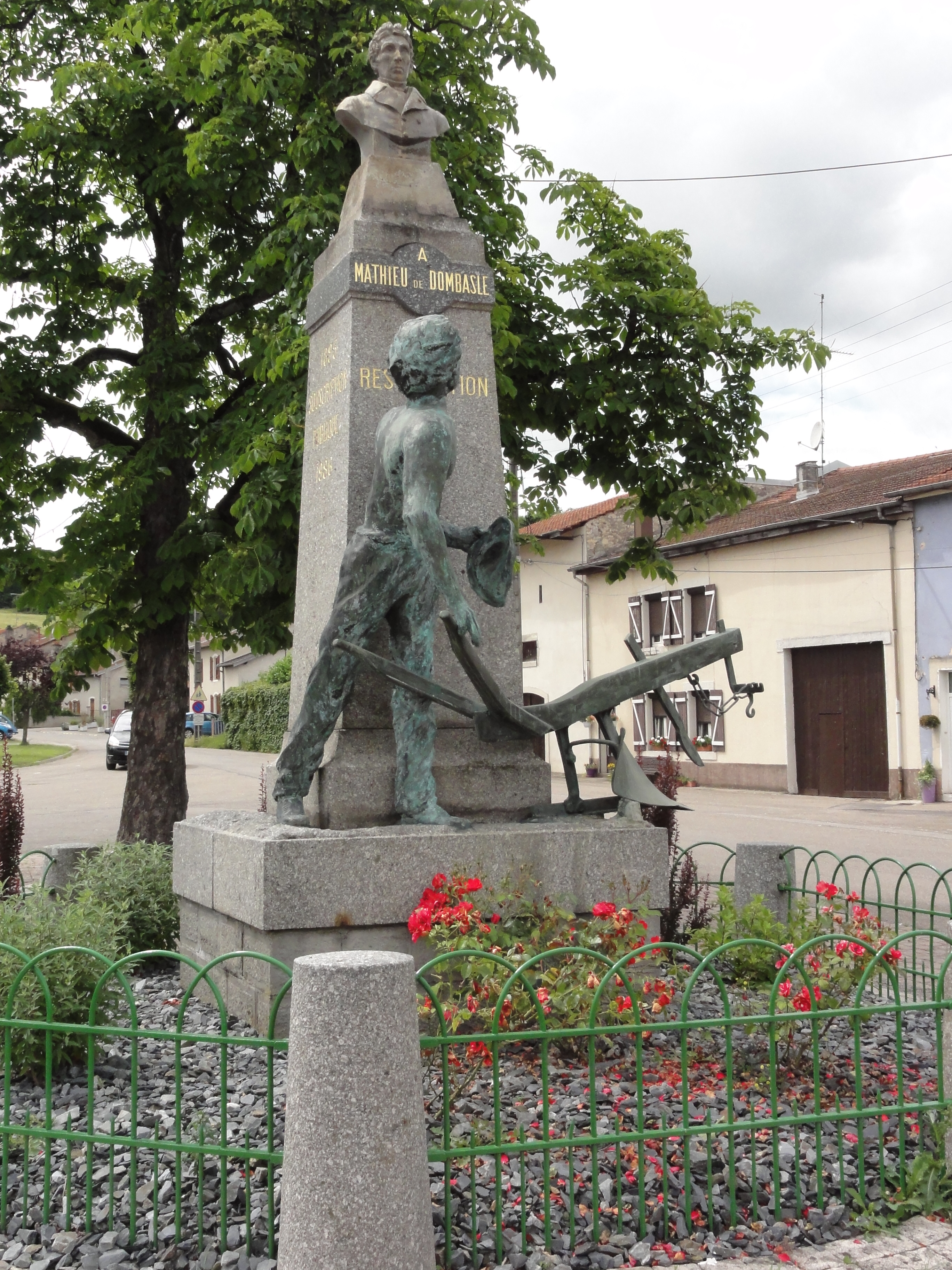
Monument Mathieu de Dombasle construit en mémoire de la première école d'agriculture de France.

- Création en 1811 d'une école de « mutuelle » qui accueille les enfants de Roville et des communes voisines par Antoine Bertier.
- Création en 1822 d'une école d'agriculture par Mathieu de Dombasle.
- Création en 1895 par un industriel de Reims, Charles Verenet de la première usine de tissage, usine qu’il agrandira rapidement par la construction d’une filature.
- Reprise du tissage et de la filature de Charles Verenet et création en 1901 d'une nouvelle filature " dite de la Vologne " par Paul Cuny et son associé Adrien Molard.

## Politique et administration
| Période                                  | Période                   | Identité                                     | Étiquette | Qualité   |
| ---------------------------------------- | ------------------------- | -------------------------------------------- | --------- | --------- |
| Les données manquantes sont à compléter. |                           |                                              |           |           |
|                                          |                           | Marcel Ravailler                             |           |           |
|                                          |                           | Antoine Bertier                              |           |           |
| mars 2001                                |                           | Gilbert Laurent                              |           |           |
| février 2007                             | 2014                      | Odile Champouillon                           |           |           |
| 2014                                     | En cours (au 27 mai 2020) | Clara Breton Réélue pour le mandat 2020-2026 |           | Retraitée |

## Démographie
L'évolution du nombre d'habitants est connue à travers les recensements de la population effectués dans la commune depuis 1793. Pour les communes de moins de 10 000 habitants, une enquête de recensement portant sur toute la population est réalisée tous les cinq ans, les populations de référence des années intermédiaires étant quant à elles estimées par interpolation ou extrapolation. Pour la commune, le premier recensement exhaustif entrant dans le cadre du nouveau dispositif a été réalisé en 2005.

En 2022, la commune comptait 746 habitants, en évolution de −5,69 % par rapport à 2016 (Meurthe-et-Moselle : −0,13 %, France hors Mayotte : +2,11 %).
| 1793 | 1800 | 1806 | 1821 | 1831 | 1836 | 1841 | 1846 | 1851 |
| ---- | ---- | ---- | ---- | ---- | ---- | ---- | ---- | ---- |
| 189  | 204  | 228  | 228  | 252  | 379  | 362  | 330  | 325  |

| 1856 | 1861 | 1872 | 1876 | 1881 | 1886 | 1891 | 1896 | 1901 |
| ---- | ---- | ---- | ---- | ---- | ---- | ---- | ---- | ---- |
| 315  | 289  | 284  | 261  | 296  | 279  | 274  | 235  | 273  |

| 1906 | 1911 | 1921 | 1926 | 1931 | 1936 | 1946 | 1954 | 1962 |
| ---- | ---- | ---- | ---- | ---- | ---- | ---- | ---- | ---- |
| 580  | 674  | 640  | 651  | 622  | 698  | 704  | 710  | 666  |

| 1968 | 1975 | 1982 | 1990 | 1999 | 2005 | 2006 | 2010 | 2015 |
| ---- | ---- | ---- | ---- | ---- | ---- | ---- | ---- | ---- |
| 720  | 827  | 737  | 628  | 680  | 708  | 709  | 810  | 794  |

| 2020 | 2022 | - | - | - | - | - | - | - |
| ---- | ---- | - | - | - | - | - | - | - |
| 761  | 746  | - | - | - | - | - | - | - |

## Culture locale et patrimoine

### Lieux et monuments
- L'église Saint-Calixte-1er.
- L'ancienne école d'agriculture (lieu privé).
- Le site de l'ancienne filature de " la Vologne ".
- Monument Mathieu de Dombasle (sur la place de l'église).

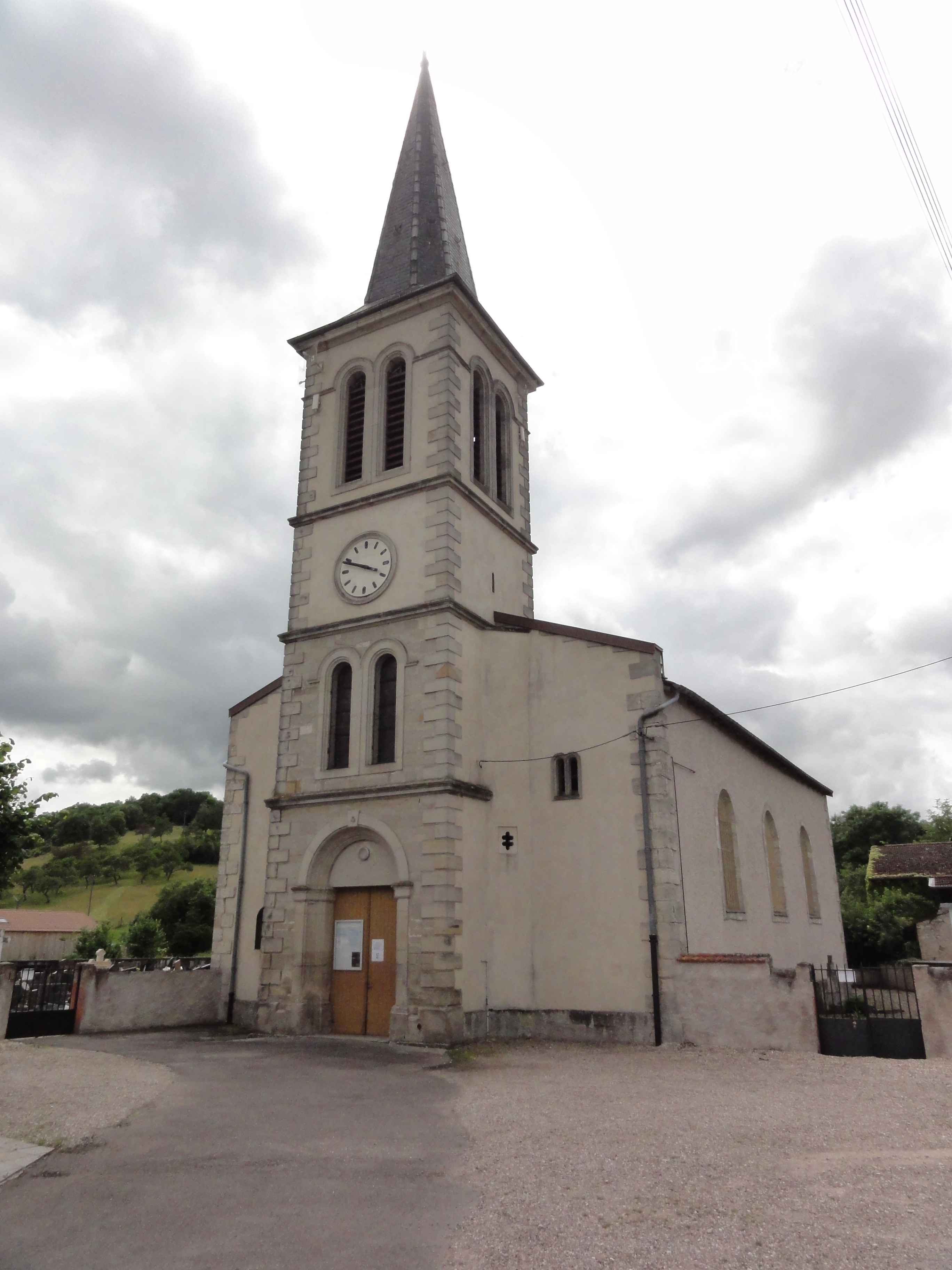
L'église.

### Édifice religieux
- L’église Saint-Calixte-1er,  construite à cet emplacement en 1751, remplaçant l’ancienne église détruite lors de la guerre de Trente ans (pour la Lorraine, environ 1630-1660) qui se trouvait entre Roville et Mangonville sur la Côte Rochot.

### Personnalités liées à la commune
- Mathieu de Dombasle (1777-1843), agronome précurseur de l'enseignement supérieur agricole français dont son école d'agriculture à Roville est une parfaite réussite.
- Charles de Meixmoron de Dombasle (1839-1912), petit-fils de Mathieu de Dombasle né à Roville, industriel agricole, peintre et écrivain.

### Héraldique
| Blason de Roville-devant-Bayon | Blason  | De gueules à la fasce d'argent chargée d'un lion léopardé et couronné de gueules accompagnée de trois masques de léopard arrachés d'or. |
| Blason de Roville-devant-Bayon | Détails | Ce sont les armes de Mathieu de Dombasle qui créa l'école d'agriculture de Roville. En effet le grand-père du célèbre agronome, Nicolas Mathieu, a été anobli par le duc Léopold le 8 février 1724. Le statut officiel du blason reste à déterminer. |